# EN 9100
La norme EN 9100 est une norme européenne décrivant un système d'assurance de la qualité pour le marché aéronautique et spatial.
Cette norme a des équivalents américains et japonais (qui s'appliquent à toute l'Asie), respectivement AS 9100 et JISQ 9100.
Sachant que l’EN 9100 (ou l'un de ses équivalents américain ou asiatique) est maintenant un référentiel harmonisé, l’accréditation est délivrée par des autorités nationales et ne dépend plus d’entités locales, de donneurs d’ordres de l’industrie aéronautique et spatiale ou d’association d’acheteurs. 
Dans ce but, l’IAQG a mis en place l’OASIS (Online Aerospace Supplier Information System), une nouvelle base de données et d’information des fournisseurs. Cette base de données permet à l’ensemble des acteurs de l’industrie aéronautique et spatiale mondiale, de suivre la conformité de leurs fournisseurs auditée suivant :
- AS 9100 (Amérique),
- EN 9100 (Europe),
- JISQ 9100 (Asie),

et aux autres spécifications internationales en matière de qualité.
La base de données OASIS, gérée par l'IAQG (International Aerospace Quality Group) répertorie toutes les entreprises mondiales certifiées AS 9100 ou EN 9100 ou JISQ 9100. Il est cependant nécessaire de s'inscrire auprès de l'IAQG pour avoir accès à cette base de données.

## Évolutions de ces normes
Basées sur la norme internationale ISO 9001 - « Systèmes de management de la qualité — Exigences » et suivant les évolutions de cette dernière, ces normes la reprennent en totalité et y ajoutent des exigences complémentaires spécifiques à l'aéronautique civile et militaire ainsi qu'au domaine spatial. Les nouvelles versions sont généralement publiées environ un an après celles de l'ISO 9001, et il arrive qu'il y ait un écart d'indice entre la version européenne, la version américaine et la version japonaise.
La version en vigueur actuellement est basée sur ISO 9001:2015, qui a été publiée en septembre 2015. 

## EN 9100: 2016
Depuis juin 2018, les versions en vigueur sont :
- EN 9100 : 2016
- AS 9100 Revision D
- JIS Q 9100 : 2016

En version française, cette norme porte la référence NF EN 9100:2018 car sa traduction a été publiée tardivement (Mai 2018). Les certificats des entreprises françaises concernées sont rédigées avec cette référence.
La dernière révision majeure avait eu lieu en 2009 et la version 2016 a été publiée en décembre 2016.
Depuis juillet 2017, plus aucun audit ne peut être fait suivant la version 2009. Ce qui, compte tenu de la périodicité des audits de suivi, rend caducs tous les certificats établis suivant la version 2009. Les audits sont réalisés suivant la norme NF EN 9101, qui reprend tous les points de la norme EN 9100 en les détaillant et en permettant à l'auditeur de noter la conformité, les écarts ou ses observations. Lors des audits des versions précédentes, la majorité des auditeurs imprimait l'annexe A de cette norme "Enregistrement de la Preuve Objective (OER)" (pages 60 à 107) et rédigeait directement en face de chaque rubrique. Il était d'ailleurs prévu, en bas de cette annexe, un champ "Nom de l'auditeur" et un champ "Signature". Cependant, depuis juin 2017, les auditeurs n'utilisent plus ce document, et saisissent directement ces enregistrements, leur rapport d'audit, les PEARs et les NCR sur la base de données OASIS.
Au niveau de sa structure et des principales exigences, cette norme a été alignée sur la version 2015 de la norme ISO 9001 qui introduit l'approche par le risque. Il est cependant à noter que cette notion de risque était déjà très présente dans la version 2009 de cette norme destinée à l'industrie de l'aéronautique, de l'espace et de l'armement.
Comme pour les précédentes éditions, cette nouvelle version reprend l'intégralité de l'ISO 9001 en y ajoutant les exigences spécifiques des secteurs d'activité auxquels elle s'adresse, notamment en ce qui concerne : 
- la sécurité du produit,
- la prévention des pièces contrefaites.

## EN 9100: 2009
Le titre de la norme a changé, compte tenu des évolutions de la norme de base ISO 9001 qui est passée à la version 2008.
Son nouveau titre en français est : « Système de management de la qualité - Exigences pour les Organismes de l'Aéronautique, l'Espace et la Défense ». Pour la France, son indice de classement AFNOR est : L 00-091F, daté Avril 2010.
Cette norme est maintenant adaptée, en plus des secteurs de l'aéronautique et de l'espace, au domaine de l'armement et elle reprend toujours entièrement la norme ISO 9001 : 2008, qu'elle complète avec des exigences spécifiques à ces activités.
Les principaux objectifs complémentaires de cette révision sont :
- La maîtrise des processus.
- L'amélioration des performances : « Il n'est pas seulement demandé à un organisme d'être en conformité avec les exigences du Système de Management de la Qualité, mais encore d'être efficace en matière de satisfaction des attentes du client et de livraison de produits qui répondent à ces attentes. » (Extrait du chapitre 0.1 - Généralités)

Les nouvelles exigences sont :
- L'analyse du risque (Détection, évaluation, mise en place d'actions de réduction du risque et suivi du niveau de risque).
- La gestion de configuration (cf. ISO 10007).
- Le management de projet (Capacité à évaluer les ressources à mettre en œuvre, identification des étapes et mise en place de revues périodiques).
- Évaluation de l'efficacité des processus.

D'autre part, en ce qui concerne les entreprises multi sites, la norme exige maintenant que chaque processus soit audité sur chaque site (pas d'audit à distance), alors que la version 2003 exigeait seulement que tous les processus soient audités, mais permettaient que certains le soient sur un site et d'autres sur un autre site. Pour ces entreprises, il en découle obligatoirement un allongement important de la durée des audits.

## EN 9100: 2003
Son titre en français est « Système de management de la qualité - Exigences (basé sur ISO 9001:2000) et système qualité - Modèle pour l'assurance qualité en conception, développement, production, installation et exploitation (basé sur ISO 8402:1994)
Cette norme est propre aux secteurs de l'aéronautique et de l'espace et elle est plus complète que la norme ISO 9001 qu'elle reprend néanmoins entièrement.
Elle spécifie des exigences supplémentaires en matière de systèmes de management de la qualité de l'industrie aérospatiale (environ 30 % d'exigences supplémentaires par rapport à ISO 9001 : 2000).
Elle s'applique aux constructeurs, mais de plus en plus aussi à leurs fournisseurs.
Bien qu'elle apporte des compléments à pratiquement tous les chapitres de la norme ISO 9001, les exigences complémentaires les plus nombreuses concernent le processus achats et la qualification des « procédés spéciaux ».
De plus, cette norme introduit la notion de « Caractéristiques clés » (en anglais : Key characteristics) dont la définition est la suivante :
Caractéristiques d'un matériel ou d'une partie de matériel dont la variation a une influence significative sur le montage du produit, sa performance, sa durée de vie ou sa réalisation.
Elle apporte des précisions importantes sur la réalisation du contrôle premier article (basé sur ISO 9001:1994 - § 4.10.6) dit aussi Revue premier article (basé sur ISO 9001:2000 § - 8.2.4.2) que l'on désigne généralement par « F. A. I. » de l'anglais : First Article Inspection .
La revue premier article est décrite en détail par la norme EN 9102 : Série aérospatiale - Systèmes qualité - Revue premier article.
Cette revue, matérialisée par un rapport détaillé dit F.A.I.R. (First Article Inspection Report), permet de :
- Form 1 : Part Number Accountability  - Vérifier les références de l'article (Référence ; Désignation ; Dossier de fabrication ; Plan(s) et indice(s) de modification(s) ; Composition de l'ensemble, si l'article est un ensemble, avec référence aux différents F.A.I.R. des pièces élémentaires) et d'identifier le fournisseur ainsi que le responsable ayant effectué la revue.
- Form 2 : Product Accountability - Vérifier la conformité des matières premières, spécifications et procédés spéciaux, essais fonctionnels, et de s'assurer que les différents fournisseurs de ces produits et/ou services sont approuvés par le client.
- Form 3 : Characteristic Accountability - Vérifier les caractéristiques dimensionnelles, géométriques, mécaniques, etc. (en résumé, tout ce qui peut être chiffré) et en particulier les caractéristiques :
  - Clé,
  - Sécurité des vols,
  - Critique,
  - Majeur.

Elle s'applique à toute fourniture aéronautique sauf aux matériels standard ou catalogue et doit être menée par le fournisseur.
La norme EN 9101 a pour objet de définir le contenu et la présentation du compte rendu d'évaluation rédigé par le responsable d'audit, lors d'un audit de certification EN 9100 (basé sur ISO 9001 : 2000). En pratique, le responsable d'audit peut utiliser directement, en guise de compte rendu, une copie de ce document et la remplir. Les pages 17 à 45 constituent le questionnaire relatif au système qualité, c'est-à-dire qu'elles reprennent chacun des paragraphes de la norme sous forme de question. La page 9 est une grille intitulée "cotation d'évaluation" qui permet de déterminer la note obtenue, note sur 880 points pour les organismes (entreprises) ayant exclu l'activité de conception ou sur 1000 points pour les organismes incluant cette activité (§ 7.3). Cette note est publiée sur la base de données OASIS, mais n'est visible que si l'organisme concerné autorise individuellement chaque demandeur à la consulter.
Organismes certificateurs : La majorité des organismes certificateurs habilités à la certification ISO 9001 ont un département aéronautique habilité à la certification EN 9100. Cependant, en plus de leur accréditation COFRAC, ils doivent justifier d'une authentification IAQG, spécifique à l'aéronautique et à l'espace.

## Origine et versions antérieures

### AS 9100 (1997)
L'origine de ces normes remonte à 1997 : comme les fournisseurs aérospatiaux ont rapidement constaté que la norme ISO 9001 (1994) ne répondait pas aux exigences spécifiques de leurs clients, ils l'ont complétée sous la forme de l'AS9000  pour fournir une norme de gestion de la qualité spécifique pour l'industrie aérospatiale.

### AS 9100 (1999)
Une première évolution a été faite en 1999, qui a vu une première publication internationale. Cette norme, toujours basée sur ISO 9001:1994, comportait 55 exigences supplémentaires spécifiques à l’aéronautique.

### AS9100 Revision A (2001)
Après la publication de l'ISO 9001:2000, AS9100 Revision A (2001) - « Model for Quality Assurance in Design, Development, Production, Installation and Servicing » était composée de deux sections indépendantes :
- la section 1 basée sur ISO 9001:2000
- la section 2 basée sur ISO 9001:1994

donnant ainsi un choix aux entreprises, avec pour objectif qu'elles appliquent toutes progressivement la section 1.